# Deutsches Rundfunkarchiv

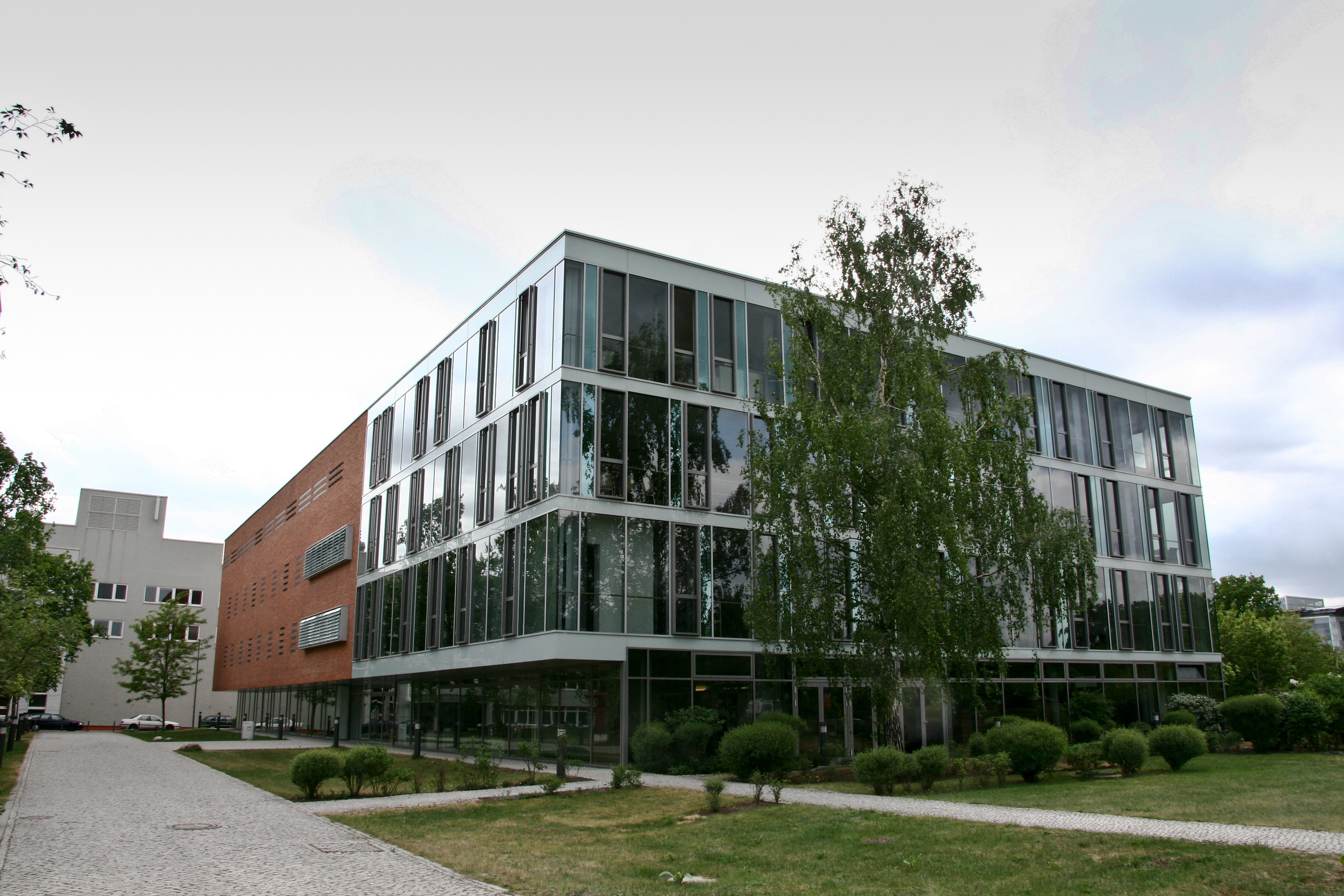
Standort des DRA in der Medienstadt Babelsberg in Potsdam

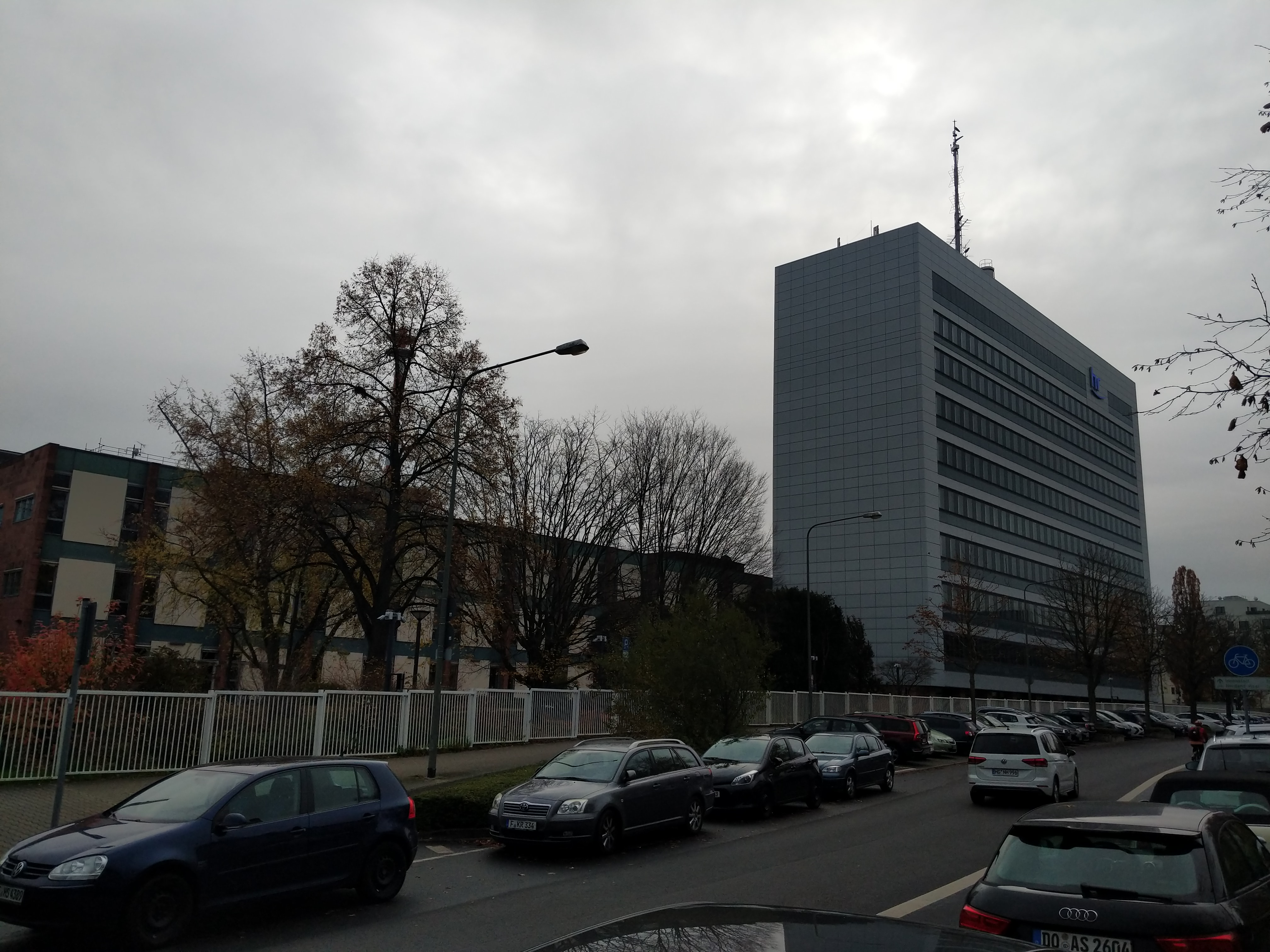
Standort des DRA in Frankfurt am Main

Das Deutsche Rundfunkarchiv (DRA) ist als gemeinnützige Stiftung bürgerlichen Rechts eine Gemeinschaftseinrichtung von ARD und Deutschlandradio mit den Standorten Frankfurt am Main und Potsdam-Babelsberg. Das DRA verfügt über reichhaltige Bestände an Ton- und Bilddokumenten, Schriftgut, gedruckten Medien (Bücher, Zeitschriften, Zeitungen) und Sachzeugen. Das Archiv umfasst wesentliche und bedeutende Teile der auditiven und audiovisuellen Überlieferung in Deutschland. Die DRA-Bestände spiegeln die Entwicklung des Rundfunks seit seinen Anfängen, insbesondere aber auch die der ARD sowie des Hörfunks und des Fernsehens der DDR wider.

## Geschichte
Am 11. November 1950 verständigten sich die Intendanten der ARD-Rundfunkanstalten über die Errichtung eines gemeinsamen Schallarchivs. Unter dem Namen Lautarchiv des Deutschen Rundfunks wurde das DRA am 1. Januar 1952 mit Sitz beim Hessischen Rundfunk in Frankfurt am Main gegründet; im Februar 1953 wurde es als Stiftung genehmigt. 1962 wurden seine Aufgaben um die Dokumentation von Fernsehproduktionen erweitert. Gemeinsam mit dem Studienkreis Rundfunk und Geschichte gibt das DRA seit 1974 die Fachzeitschrift Rundfunk und Geschichte heraus.
Nach dem Fall der Mauer übernahm es 1992, bis 1994 zunächst treuhänderisch, die Verwaltung der Archivbestände des Hörfunks sowie des Fernsehens der DDR und erhielt einen zweiten Standort in Berlin-Adlershof. Von 1994 bis 2002 vergab es im Auftrag der ARD das „DRA-Stipendium zur Erforschung der Rundfunk- und Mediengeschichte der DDR“.
Am 6. Dezember 2000 wurde der Neubau in der brandenburgischen Landeshauptstadt Potsdam eingeweiht. Auf dem Gelände des Rundfunk Berlin-Brandenburg (rbb) in der Medienstadt Babelsberg ersetzt der neue Standort nun den vorherigen in Berlin-Adlershof.

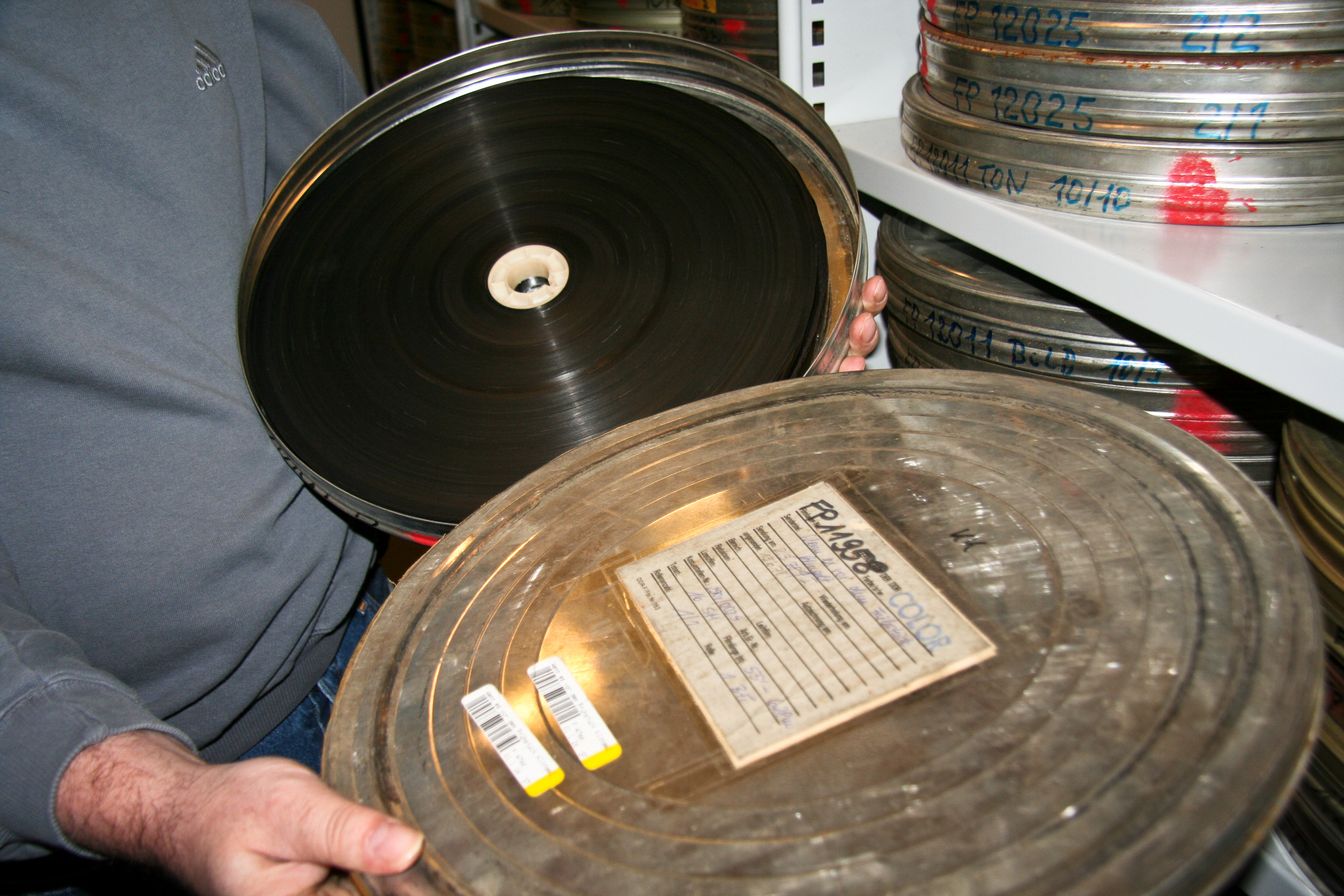
16-mm-Film des DDR-Fernsehens in gekühlter Filmdose im DRA Potsdam

Ab 2005 unterstützte das DRA den Aufbau eines Internetradios für historische Originaltöne. Daraus wurde 2007 das beim SWR angesiedelte und 2024 von weiteren ARD-Anstalten unterstützte Archivradio.
Seit Beginn der 2010er Jahre durchlief das DRA eine Neustrukturierung.
Im Sommer 2011 lehnten die ARD-Intendanten eine Verlängerung des Arbeitsvertrags des DRA-Leiters Hans-Gerhard Stülb ab und folgten dem Vorschlag des HR-Intendanten Helmut Reitze (Vorsitzender des DRA-Verwaltungsrats), die Leitungsposition nur noch vorübergehend zu besetzen, „bis die ARD-Prüfgruppe unter rbb-Justitiar Reinhart Binder ihre Arbeit abgeschlossen hat und die Zukunft des DRA geklärt ist“.
Seit Oktober 2011 leitete Michael Crone das DRA zunächst für rund ein Jahr kommissarisch. Zum Jahresbeginn 2013 übernahm der Jurist Bernd Hawlat die Position als Vorstand und damit die Leitung des Archivs.
Der Etat des DRA liegt seit 2005 fast unverändert bei 12 Millionen Euro jährlich. Das entspricht weniger als 0,2 % der Einnahmen aus Rundfunkgebühren im Jahr 2010. Drei Übertragungen von Fußballspielen kosteten in etwa so viel wie das DRA jährlich verbraucht.

## ARD-Hörspieldatenbank
Das DRA betreut redaktionell die ARD-Hörspieldatenbank. Die Datenbank enthält Nachweise zu Hörspielen, die von der ARD selbst oder unter ARD-Beteiligung produziert wurden oder die von der ARD urgesendet wurden.
Die Hörspieldatenbank dient auch der Dokumentation der deutschen Hörspielgeschichte. Aufbauend auf den Beständen des DRA fließen in die Datenbank auch Daten zur historischen Hör- und Sendespielen der Reichsrundfunkgesellschaft (vorerst aus der Weimarer Zeit) sowie Daten zu Hörspielen des DDR-Hörfunks ein.

## Weitere Dienste für die ARD
Bis 2010 hatte das DRA die Redaktion des ARD-Jahrbuches inne. Im Frühjahr 2011 kündigte das Archiv an, die Auslieferung seiner ARD-internen Publikationen „DRA-Info“ und „Jahrestage“ aus Kostengründen zu beenden. Die „Jahrestage 2013“ erschienen dennoch im November 2011. Diese Hefte enthielten Auflistungen von akustischen und inhaltlichen Highlights des Archivs zu bestimmten Anlässen.
Bis 2019 gehörte auch das danach eingestellte Angebot ABC der ARD zu den redaktionellen Aufgaben des Rundfunkarchivs für die ARD. Weiterhin betreut das Archiv die Chronik der ARD.
In Kooperation mit den anderen Archiven der ARD unterhält das DRA für die interne, dokumentarische Arbeit der Rundfunkarchive seit 2009 die ARD Normdatenbank und arbeitet an der Entwicklung und Pflege der ARD-Zeitlupe mit, die als Ereignisdatenbank die Redaktionen der Rundfunkanstalten z. B. bei der Themenfindung unterstützt. Vor dem Hintergrund der Zeitlupe-Kooperation veröffentlicht das Deutsche Rundfunkarchiv auf seiner Website eine Jahresvorschau mit Ereignissen zu jedem Jahr.

## Bestände

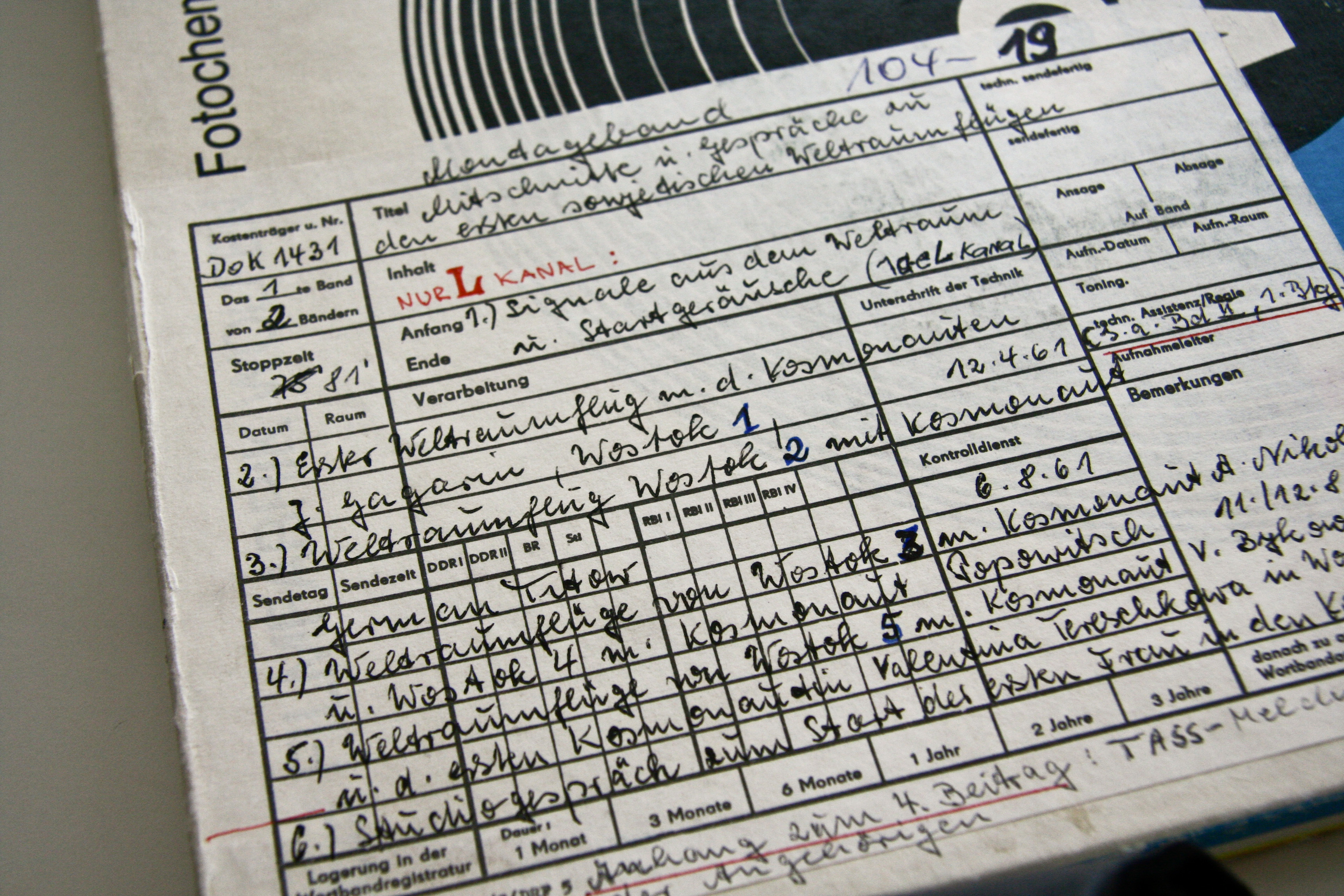
DDR-Archivband im DRA über Gagarins Weltraumflug 1961

Sammlungsschwerpunkte des Archivs sind am Standort Frankfurt am Main Aufnahmen aus Zeitgeschichte und Musik seit Beginn der Tonaufzeichnung, historische Tonträger wie Phonographenwalzen und Schallfolien, Schellack- und Vinylplatten, Klavierrollen und anderes mehr. Darüber hinaus archiviert das DRA Schriftgut und gedruckte Publikationen zur Programm- und Unternehmensgeschichte des deutschen Rundfunks vor 1945, des Rundfunks und Fernsehens der DDR sowie der ARD.
Neben den schriftlichen Überlieferungen findet sich im DRA Babelsberg das audiovisuelle Erbe des DDR-Rundfunks (1945–1991) und Fernsehens (1952–1991) mit ca. 180.000 Filmbüchsen, 120.000 Videokassetten, 10.000 DVDs sowie ca. 450.000 Wort- und Musik-Tonträgern.
Das DRA überführt seine Bestände nach und nach in eine digitale Form.
Die Datenbanken des DRA mit ihren Bestandsnachweisen und sonstigen Informationen stehen im Rahmen des Stiftungsauftrags dem öffentlich-rechtlichen Rundfunk zur Verfügung; sie dienen den Zwecken von Wissenschaft und Forschung, von Erziehung und Kultur. Privatpersonen und kommerziell arbeitende Einrichtungen können, soweit rechtlich zulässig, die Bestände des DRA gegen eine Gebühr nutzen.
Dem DRA ist die Zentrale Schallplatten-Katalogisierung (ZSK) von ARD und ZDF zugeordnet.

## Reichs-Rundfunk-Gesellschaft und BBC
Gegen Ende des Zweiten Weltkriegs fanden die britischen Besatzer zahllose Tonträger der Reichs-Rundfunk-Gesellschaft, von denen sie zwischen 8.000 und 9.000 als politisch-historisch wichtig einschätzten und 1945 der BBC in London übergaben. Ein Teil der Schallfolien und Schallplatten war zu Beginn des Bombenkriegs von Funktionären der Reichs-Rundfunk-Gesellschaft (RRG), vor allem des Berliner Rundfunks, in vermeintlich sichere Orte gebracht worden, etwa in das Salzlager von Grasleben. Die Briten bargen dort etwa 900 Aufnahmen aus dem Ende der Weimarer Republik 1929–1932, wie zum Beispiel Mitschnitte von Debatten im Reichstag.

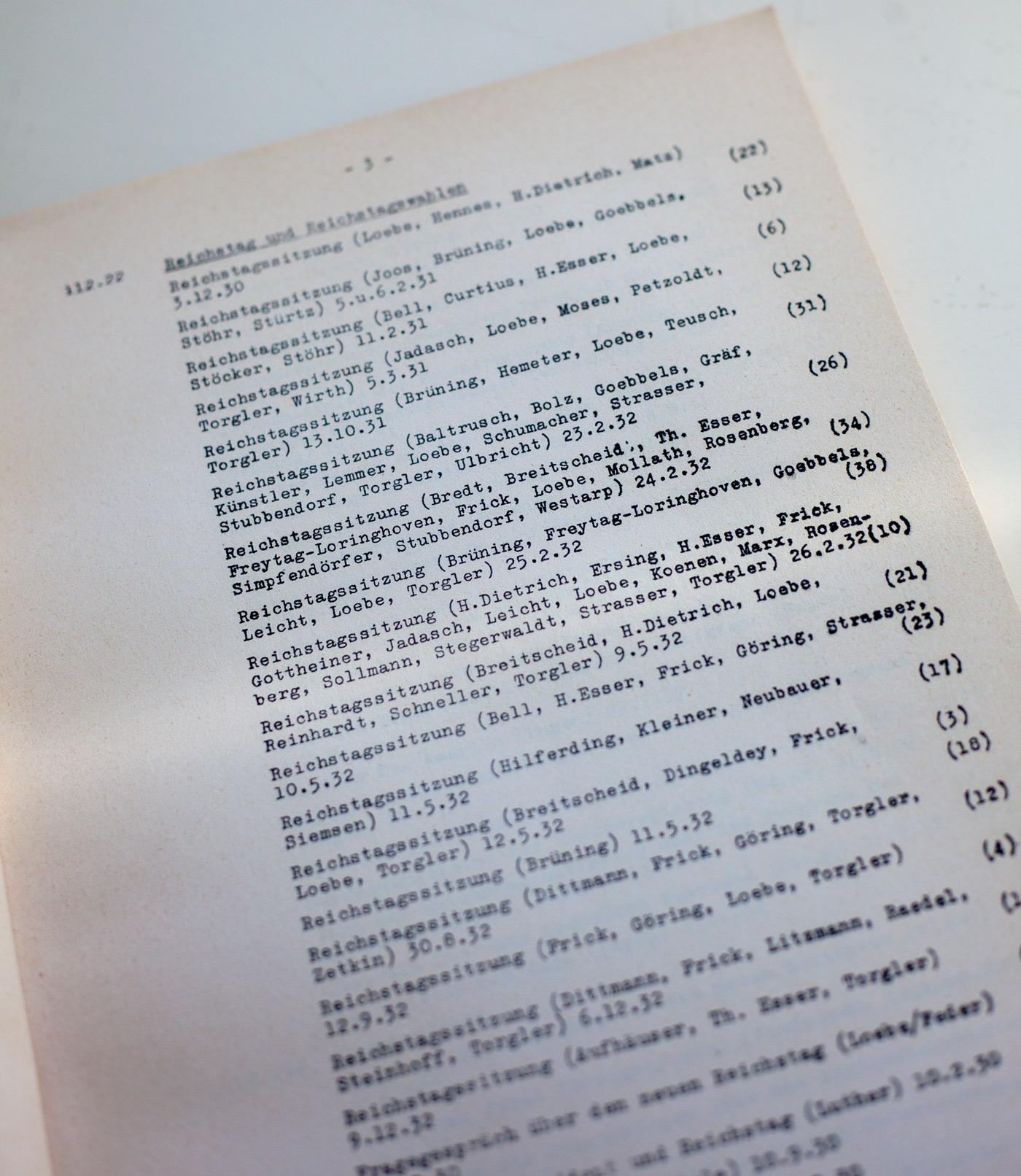
BBC erschließt Originalmitschnitte 1930–32

Die BBC ging rasch an die Analyse der Tonträger und stellte deutsche Kriegsgefangene an, um die Aufnahmen zu erschließen, insbesondere um Stimmen zuzuordnen. In den 1950er Jahren kopierten Mitarbeiter der BBC die Schallplatten auf Tonbänder und schickten Kopien ans frisch gegründete Deutsche Rundfunkarchiv. Auch die erste Erschließung durch die BBC findet sich im DRA in Frankfurt.
Später gingen die Original-Platten vom BBC-Archiv an die Britische Nationalbibliothek, die 1973 gegründete British Library mit ihrem großen Schall-Archiv.

## Das Deutsche Rundfunkarchiv online
Seit 2018 hat das DRA einen umfangreichen Neustart seiner Website durchgeführt. 2019 startete auch ein neues Themenportal mit Dossiers zur Rundfunkgeschichte mit multimedialen Beispielen aus den eigenen Beständen.
Seit Herbst 2020 steuert das DRA als Kooperationspartner zum Online-Archivangebot der ARD-Rundfunkanstalten ARD Retro unter dem Themenschwerpunkt „Retro Spezial DDR“ digitalisierte Videos aus der Überlieferung des Deutschen Fernsehfunk bei. Das Angebot an frei zugänglichen und dauerhaft verfügbaren DDR-Fernsehbeiträgen in der ARD Mediathek befindet sich seitdem in stetigem Ausbau. Zu Beginn werden dabei vorrangig Videos aus der Frühphase des Fernsehens (1950er und 1960er Jahre) zugänglich gemacht.

## Vorstände
- Hans Weber (1959–1961)
- Hans-Joachim Weinbrenner (1961–1971)
- Harald Heckmann (1972–1991)
- Joachim-Felix Leonhard (1991–2001)
- Hans-Gerhard Stülb (2001–2011)
- Michael Crone (2011–2012)
- Bernd Hawlat (seit 2013)

## Mitgliedschaften
Das DRA ist unter anderem Mitglied im Arbeitskreis selbständiger Kultur-Institute, im Netzwerk Mediatheken, im Studienkreis Rundfunk und Geschichte, im Verband deutscher Archivarinnen und Archivare und der Internationalen Vereinigung der Schall- und audiovisuellen Archive.